# 丹林镇区
丹林镇区，又译沙廉镇区，是缅甸仰光省丹林县下辖的一个镇区。

## 历史沿革
2022年4月30日，丹林镇区划归丹林县管辖。